# Городское поселение Эгвекинот
Городско́е поселе́ние Эгвекинот — упразднённое муниципальное образование в Иультинском районе Чукотского автономного округа Российской Федерации.
Административный центр — пгт Эгвекинот.

## История
Статус и границы городского поселения установлены Законом Чукотского автономного округа от 24 ноября 2008 года N 149-ОЗ «О статусе, границах и административных центрах муниципальных образований на территории Иультинского муниципального района Чукотского автономного округа».
Законом Чукотского автономного округа от 23 сентября 2015 года № 67-ОЗ, все муниципальные образования Иультинского муниципального района — городские поселения: Мыс Шмидта и Эгвекинот; сельские поселения: Амгуэма, Ванкарем, Конергино, Рыркайпий и Уэлькаль — были объединены в городской округ Эгвекинот.

## Население
| 2009 | 2010  | 2011  | 2012  | 2013  | 2014  | 2015  |
| ---- | ----- | ----- | ----- | ----- | ----- | ----- |
| 2346 | ↗2790 | ↘2297 | ↗2756 | ↘2734 | ↗2955 | ↗3034 |

## Состав городского поселения
| № | Населённый пункт | Тип населённого пункта      | Население |
| - | ---------------- | --------------------------- | --------- |
| 1 | Эгвекинот        | пгт, административный центр | ↗3516     |